# Janvier 1828

## Événements
- Combats du lac Mirim entre l'Argentine et le Brésil.
- Arrivée de Jean Capodistrias à Nauplie. Il devient le premier gouverneur de la Grèce. Unité de la Grèce (1828-1913).

- 4 janvier, France : début du gouvernement de compromis de Martignac. Il échoue dans sa tentative de se concilier la gauche. Il reste cependant au pouvoir plus de dix-huit mois, dissipant les illusions des libéraux et enracinant celles de Charles X.

- 22 janvier : début du ministère tory du Arthur Wellesley, duc de Wellington, Premier ministre du Royaume-Uni (fin en 1830).

## Naissances
- 24 janvier : Ferdinand Julius Cohn (mort en 1898), botaniste et microbiologiste allemand.

## Décès
- 14 janvier : Antoine de Morlhon, religieux français, archevêque d'Auch (° 12 octobre 1753).